# Circus (album d'Argent)
Pour les articles homonymes, voir Circus.
Albums de Argent
Encore: Live in Concert
(1974) Counterpoints
(1975)
Circus est le sixième album studio du groupe britannique de rock Argent. Il est sorti en 1975 sur le label Epic Records.

## Histoire
Circus est le premier album d'Argent sans Russ Ballard (en), qui a quitté le groupe l'année précédente. Il y est remplacé par deux guitaristes : John Grimaldi et John Verity (en).

## Fiche technique

### Chansons
Toutes les chansons sont écrites et composées par Rod Argent, sauf mention contraire.
| 1. | Circus   |  | 3:45 |
| 2. | Highwire |  | 9:05 |
| 3. | Clown    |  | 5:50 |

| 4. | Trapeze           | Jim Rodford | 8:48 |
| 5. | Shine On Sunshine |             | 4:02 |
| 6. | The Ring          |             | 1:20 |
| 7. | The Jester        |             | 3:35 |

### Musiciens
- Rod Argent : piano, piano électrique, mellotron, Moog, orgue Hammond, chant
- John Verity (en) : guitare, chant
- John Grimaldi : guitare
- Jim Rodford : basse, chœurs
- Bob Henrit : batterie, percussions

### Équipe de production
- Rod Argent, Chris White : producteurs
- Mike Ross-Trevor : ingénieur du son
- Mark Williams : assistant ingénieur du son
- Martin Springett : illustration de la pochette intérieure

### Classements et certifications
| Pays (classement)          | Meilleure position |
| -------------------------- | ------------------ |
| États-Unis (Billboard 200) | 171                |